# 产业集群
产业集群（英語：industry cluster / industrial cluster）是特定领域内相互关联的企业、供应商和相关机构的地理上的集中。集群被认为可以提高公司在国内和全球竞争的竞争力。会计是产业集群的一部分。城市研究使用“agglomeration”（集聚）这一术语。集群也是战略管理的重要方面。

## 概念
产业集群也称为商业集群（business cluster）、竞争集群（competitive cluster）或波特集群（Porterian cluster），由迈克尔·波特在《国家竞争优势》（The Competitive Advantage of Nations，1990）中提出并推广。保罗·克鲁格曼在《地理与贸易》（1991）中也提到了经济地理学的重要性，或者更准确地说是地理经济学。集群发展从此成为许多政府计划中的重点。经济学家称之为集聚经济的基本概念，以及阿尔弗雷德·马歇尔的工作可以追溯到1890年。
迈克尔·波特认为，集群有可能通过三种方式影响竞争：通过提高集群中的公司生产力，推动该领域的创新，以及刺激该领域的新业务。根据波特的说法，在现代全球经济中，比较优势——某些地点如何拥有特殊的禀赋（即港口、廉价劳动力）来克服沉重的投入成本——不太重要。现在，竞争优势——公司如何有效利用投入，需要持续創新——变得更加重要。波特认为经济活动嵌入在社会活动中，“社会粘合剂将集群结合在一起”。最近的研究表明，尤其是在区域和农村地区，人际网络更强大的社区发生了更多的创新。
换句话说，产业集群是一个地理位置，其中聚集了足够多的资源和能力，并达到了一个临界的门槛，使其在给定的经济活动分支中处于关键地位，并且与其他地方相比具有决定性的可持续竞争优势，甚至在该领域具有世界优势（例如硅谷和好莱坞）。
集群在大多数情况下是倡议的结果，因为它意味着说服当前的竞争对手联合工作。倡议通常来自政治领域（例如不同的新加坡集群），但它也可以来自行业本身（例如，巴特·J·格鲁特的倡议，Dow Olefinverbund GmbH 的董事，该公司是位于德国东部三个州（萨克森州、萨克森-安哈尔特州和图林根州）交汇处的大型化工企业。目标是“鼓励中德國的政治和行政官员之间的协调”。）

## 类型

### 按成分
随着德国跨组织网络概念的发展和英国集群的实际发展；许多人认为有四种方法可以识别集群：
- 地理集群——如上所述，例如加州葡萄酒集群[11]或荷兰鹿特丹和阿姆斯特丹之间的花卉集群。[12]
- 部门集群——在同一商业部门内共同经营的企业集群，例如海洋（英格兰东南部；考斯和现在的索伦特）和光子学（伯明翰阿斯顿科学园）
- 横向集群——企业之间在资源共享层面的互连，例如知识管理
- 垂直集群——即供应链集群

此外——尤其是在德国的组织网络模式中——相互关联的企业必须在相关组织的至少两个独立层面上进行互动并采取有效的行动。

### 按比较优势分类
基于不同种类的知识，有以下类型：
- 高科技集群——这些集群以高科技为导向，很好地适应了知識經濟，通常以硅谷、[13]东伦敦科技城或巴黎-萨克雷等知名大学和研究中心为核心。位于荷兰埃因霍温市的埃因霍温高科技园区是不包括大学的著名高科技集群的一个特殊例子。[14][15]
- 以历史知识为基础的集群——这些集群基于更传统的经济活动，这些活动多年来一直保持着他们在专业知识方面的优势，其中一些甚至超过了几个世纪。它们通常是特定于行业的。一个例子是伦敦作为金融中心。
- 要素禀赋集群——它们的创建是因为它们可能与地理位置相关的比较优势。例如，由于阳光充足的地区四面环山，可以种植优质葡萄，因此葡萄酒生产集群。这就像法国的某些地区，如勃艮第和香槟，以及伦巴第、西班牙、智利和加利福尼亚。
- 低成本制造集群——这些集群通常出现在发展中国家的特定行业，如汽车生产、电子或纺织。例子包括墨西哥的电子产品集群（例如瓜达拉哈拉）和阿根廷（例如科尔多瓦）。集群公司通常为发达国家的客户提供服务。集群出现的驱动因素包括低成本劳动力的可用性、与客户的地理接近度（例如，美国客户在墨西哥的情况下；西欧客户在东欧的情况下）。[16]
- 知识服务集群——与低成本制造集群一样，这些集群通常出现在发展中国家。它们的特点是可以获得低成本的技能和专业知识，以满足日益商品化（即标准化的、较少公司特定的）知识服务的全球日益增长的需求，例如软件开发、工程支持、分析服务。 例子包括印度班加羅爾；巴西累西腓；中国上海。跨国公司在“定制”这些集群的商业条件方面发挥了重要作用。[17]这方面的一个例子是与当地大学建立合作联系，以确保供应合格但成本较低的工程师。

## 过程
识别、定义和描述集群的过程没有标准程序。个别经济顾问和研究人员会开发自己的方法论。所有聚类分析都依赖于对本地和区域就业模式的评估，基于行业分类，如NAICS或日益过时的SIC codes。提供集群和产业集聚统计数据的著名数据库包括：
- 集群绘图项目（针对美国），由哈佛商学院战略与竞争力研究所进行
- 欧洲集群观察站（针对欧洲），由斯德哥尔摩经济学院战略与竞争力中心管理

集群的替代方案是枢纽和节点，这反映了全球化之后商业运营的分布式特性。

## 硅谷案例
1990 年代中后期，加利福尼亚州的硅谷出现了几家成功的计算机技术相关公司。这导致任何希望创建一家初创公司的人都会在硅谷这样做。硅谷初创公司数量的激增导致许多风险投资公司搬迁或扩大其硅谷办事处。这反过来又鼓励了更多的企业家将他们的创业公司设在那里。
换句话说，风险资本家（金融卖家）和互联网创业公司（金融买家）“集群”在一个地理区域内和周围。
资本市场的集群效应也导致劳动力市场的集群效应。随着越来越多的公司在硅谷成立，程序员、工程师等意识到他们可以通过搬到硅谷找到更多的工作机会。技术人才集中在硅谷，意味着全国各地的初创企业知道他们在硅谷找到具有适当技能组合的求职者的机会更高，因此给他们增加了迁往那里的动力。这反过来又导致更多的高科技工人搬到那里。在剑桥 IT 集群（英国）中也发生了类似的影响。

## 数字媒体城案例
20世纪90年代末，在首尔市政府在韩国开发的数字媒体城，这是一个占地135英亩的综合体，位于该市中央商务区外4英里的上岩洞区。随着首尔迅速发展的多媒体、IT和娱乐产业集群，数字媒体城通过其充满活力的集聚区，帮助促进了这些核心业务需要使用信息、通信和媒体技术的行业和公司的发展。DMC 作为全球商业环境发展壮大，将首尔提升为东亚商业中心。其与数字媒体相关的高科技公司集群催生了合作伙伴关系，进而利用该地区的人力和社会资本。最终，DMC 为位于首尔的 10,000 多家小型互联网、游戏和电信公司的创新提供了动力。
在开发DMC时，首尔政府利用了私人技术合作伙伴和开发商的初始资金。它还为该地区提供IT宽带和无线网络以及所需的基础设施。首尔政府甚至为了吸引租户而提供税收优惠和优惠的土地价格，因为已建立的业务关系和他们的存在将吸引其他公司进入该地区，从而将 DMC 提升为黄金地段。
由于这些实体如此集中，首尔已成为高科技和数字媒体的主要枢纽。它是各种类型的数字媒体研发公司的所在地，包括文化媒体创作、数字媒体技术、数字广播中心、技术办公室和娱乐公司。DMC综合大楼外包括国际公司附属机构、学校、中低收入住房、商业和会议设施、娱乐区和城市的中央火车站。工业、文化中心、基础设施和人力资本的紧密联系使首尔成为强大的大都市经济，而汉江奇迹的韩国则是从制造业向创新经济转型的国家。

## 集群效应
集群效应在任何城市群中都更容易被察觉，因为大多数类型的商业机构都会倾向于自发地按类别分组。例如，鞋店（或布店）很少与竞争对手隔绝。事实上，找到它们的整条街道是很常见的。
集群效应类似于（但不相同）网络效应。从某种意义上说，市场及其参与者的与价格无关的偏好是基于每个人对另一个人的看法，而不是市场只是像通常情况下的所有参与者行为的总和。因此，作为一个结果大于其原因的总和，并且因为它是自发发生的，集群效应是一个经常被引用的涌现的例子。
政府和公司经常试图利用集群效应来促进特定地点对某种类型的业务的发展。例如，印度班加羅爾市就利用集群效应说服一批高科技公司在那里开店。同样，拉斯维加斯也受益于博彩业的集群效应。在法国，国家产业政策包括支持特定形式的产业集群，称为“ Pôles de Compétitivité （页面存档备份，存于） ”，例如Cap Digital。另一个很好的例子是纳米/微电子和嵌入式系统”或简称“mi-Cluster”，由希腊的“Corallia Cluster Initiative” （页面存档备份，存于）推动。Corallia 引入了自下而上的 3 阶段计划框架以促进集群发展，并入围 DG REGIO 2009 年区域之星奖“研究、技术发展和创新”类别的最终分类（入围者）。
集群被证明可以促进同行业企业之间的创新活动。可能突出的主要原因之一是公司之间的竞争。而且，除了刺激思想交流的有利条件，特定行业的区域集中，也创造了大量的劳动力市场投入。因此，創新增加了该地区知识的积累，从而影响了当地的内部经济。
不过，集群效应不会永远持续下去。为了长期维持集群性能，集群需要管理对集群外业务的网络开放性，同时促进集群内强大的组织间关系。其相对影响还受其他市场因素的影响，例如预期收入、需求强度、税收、竞争和政治。以上述硅谷为例，硅谷中日益拥挤的情况导致办公和住宅空间严重短缺，这反过来又迫使许多公司搬到其他地点，例如德克萨斯州奥斯汀和北卡罗来纳州罗利-达勒姆，即便虽然他们更愿意留在硅谷里。
有时，在某些行业中，集群战略仍然没有产生足够的积极影响是合理的。例如，在Builders Square的案例中，家装零售商无法与家得宝等行业领导者竞争，因为它无法实现同样的低成本和合同。因此，它被提出与另一家家装零售商 Hechinger 合并的选项，以更好地改善他们的业务集群并与 家得宝和其他行业领导者竞争。然而，当它没有这样做时，它慢慢开始失败，最终陷入破产。尽管合并试图创建地理集群以与其他公司的低成本竞争，但成本没有降低到足够的程度，最终该计划失败，迫使 Hechinger 进入美国破产法第七章进行清算并将 Builders Square 退出该行业。
如果区域经济不与时俱进，集群也会失败。在底特律，当汽车产业衰落时，集群和城市也随之衰落。如果集群在达到临界点之前不利用其地位进行自我改造并进入其他行业，则它们可能会失败。